# Tennessee Titans
Tennessee Titans este o echipă de fotbal american din Nashville, Tennessee. Este membră a Diviziei de Sud a American Football Conference (AFC) în National Football League (NFL) și își dispută meciurile de pe teren propriu pe Nissan Stadium.
Cunoscută inițial sub numele de Houston Oilers, echipa a fost fondată în 1959 de Bud Adams (care a rămas proprietar până la moartea sa în 2013) și a început să joace în 1960 în Houston, Texas, ca membru fondator al American Football League (AFL). Oilers a câștigat primele două campionate AFL, alături de patru titluri de divizie, și s-a alăturat NFL ca parte a fuziunii AFL-NFL în 1970. Oilers a participat consecutiv în playoff între 1978 și 1980 și între 1987 și 1993.
În 1997, Oilers s-a mutat în Nashville, Tennessee, dar a jucat pe Liberty Bowl Memorial Stadium din Memphis timp de un sezon, în așteptarea construirii unui nou stadion. Din cauza prezenței scăzute, echipa s-a mutat în 1998 pe stadionul Vanderbilt din Nashville. Pentru aceste două sezoane, echipa a fost cunoscută sub numele de Tennessee Oilers, dar și-a schimbat numele în Titans pentru sezonul 1999, mutându-se în Adelphia Coliseum (cunoscut acum sub numele de Nissan Stadium). Baza de antrenament a echipei Titans este situată în Saint Thomas Sports Park, un teren de 13 hectare în complexul MetroCenter din Nashville.
De-a lungul istoriei lor, Titans au jucat o singură dată în Super Bowl (XXXIV), când au pierdut cu 23-16 în fața lui St. Louis Rams. 